# Campionat de Zúric 1981
L'edició del 1981 fou la 66a del Campionat de Zuric. La cursa es disputà el 3 de maig de 1981, pels voltants de Zúric i amb un recorregut de 272 quilòmetres. El vencedor final fou el suís Beat Breu, que s'imposà per davant de Henri Rinklin i Daniel Willems.

## Classificació final
|    | Ciclista         | Equip                   | Temps      |
| -- | ---------------- | ----------------------- | ---------- |
| 1  | Beat Breu        | Cilo-Aufina             | 7h 02' 51" |
| 2  | Henri Rinklin    | Puch-Wolber-Campagnolo  | + 2"       |
| 3  | Daniel Willems   | Capri Sonne-Koga Miyata | + 35"      |
| 4  | Alessio Antonini | Santini-Selle Italia    | m. t.      |
| 5  | Alfons De Wolf   | Vermeer Thijs           | m. t.      |
| 6  | Eddy Schepers    | Daf Trucks-Côte d'Or    | m. t.      |
| 7  | Stefan Mutter    | Cilo-Aufina             | m. t.      |
| 8  | Gerrie Knetemann | TI-Raleigh              | m. t.      |
| 9  | Sean Kelly       | Splendor                | m. t.      |
| 10 | Silvano Contini  | Bianchi-Piaggio         | m. t.      |